# Parafusus
Parafusus is een geslacht van uitgestorven slakken (Gastropoda) uit de familie Fasciolariidae. Vertegenwoordigers van dit geslacht zijn slechts als fossiel bekend. Het geslacht werd voor het eerst onderscheiden in 1917 door Bruce Wade, die het toen in de familie Volutidae plaatste, en het de naam Hyllus gaf. Die naam was echter als Hyllus C.L. Koch, 1846 al in gebruik voor een geslacht van springspinnen. Een jaar later was Wade van de fout op de hoogte, en publiceerde het nomen novum Parafusus voor het geslacht.

## Soorten
- Parafusus callilateras (Wade, 1917)
- Parafusus coloratus (Wade, 1917)